# Бернар VII (граф Арманьяк)
Бернар VII (фр. Bernard VII d'Armagnac; бл. 1360 — 12 червня 1418) — військовий та політичний діяч Франції часів Столітньої війни, конетабль. Граф Арманьяк, Фезансак, Родез, Пардіак. Очільник партії арманьяків.

## Життєпис
Походив з Дому Фезансаге (Другий Дім Арманьяк). Другий син Жана II, графа Арманьяк, Фезансак, Родез і Шароле, та Жанни де Талейран. Народився близько 1360 року. Замолоду долучився до військової справи. 1377 року відзначився на службі Людовика Анжуйського, намісника Лангедоку. 1379 року за дорученням свого шваґра Жана Беррійського та Штатів Оверні виганяє англійців з замків Карла, Осон і Беневан.
1384 року після смерті батька став співграфом Шароле (разом зі старшим братом Жаном III) з переважним правом розпорядження, а також володіння Казобон, дез Англе, Л'Іль-де-Ноє. Невдовзі допомагає братові у війні з великими компаніями (загонами найманців) в Лангедоку.
1390 року дав дозвіл братові продати графство Шароле герцогу бургундському Філіппу II за 50 тис. флоринів (з правом викупу протягом 3 років). Того ж року очолив вторгнення до Арагонського королівства, але зазнав поразки у битві біля Нагате. 1391 року після загибелі брата успадкував графства Арманьяк, Фезансак, Родез.
Втім графство Комменж повернулося до удови брата Маргариті. Бернар VII планував з нею одружитися для повернення Комменжу, втім папа римський не дав на це дозвіл. Невдовзі Маргарита де Комменж вийшла заміж за Жана д'Арманьяк-Фезансаге, графа Пардіака. Втім невдовзі подружжя погиркалося, чим скористався Бернар VII. Разом з тим батько Жана д'Арманьяк-Фезансаге — віконт Жера де Фезансаге — перейшов на бік Англії. За наказом французького короля Карла VI виступив проти Фезансаге, якого захопив, а його володіння приєднав до своїх. 1393 року оженився з донькою Жана Беррійського.
1397 року Бернар VII за наказом короля Франції виступив на допомогу Флорентійської республіки, яка воювала з Джан Галеаццо Вісконті, герцогом Мілану. Втім дійшовши до Авіньйону витратив власні кошти на найманців, але не отримав від Флоренції обіцяних грошей, оскільки Сеньйорія Флоренції уклала мирний договір з міланським герцогством. Водночас герцог Людовик Орлеанський, що на той час фактично встановив контроль над королівським урядом, наказав відкликати королівські загони, оскільки не бажав шкоди Вісконті, який був його родичем. Тому Бернар VII повернувся до Арманьяку. Водночас успадкував від вуйка Жеро де Ла Барта землі Катр-Вале.
1403 року, скориставшись боротьбою між Маргаритою де Комменж і її чоловіком, переміг останнього, приєднав графство Пардіак. Того року уклав союз з Людовиком Орлеанським, який закріпили шлюбом між їхніми дітьми. 
1407 року після вбивства Людовика Орлеанського ще більше зближується з його прихильниками. 1408 року укладає союз з Жаном VI, герцогом Бретані. 1410 року брав участь в асамблеї у Ж'єні, було укладено союз проти Жана I, герцога Бургундського. Спочатку це партія отримала назву «орлеаністів», але через те, що доволі швидко завдяки політичної енергії та наполегливості Бернар VII стає її лідером, то партію стали називати «арманьяки». Втім йому не вдалося захопити Париж, що зрештою призвело до послаблення арманьяків.
1411 року повертається до Лангедоку, де укріплюється в замку Мюра. Водночас починає готуватися до остаточного захоплення Комменжу, що було здійснено 1412 року. У відповідь за наказом короля Франції Жан I де Фуа, намісник Лангедоку виступив проти Бернара VII. 1413 року союзники останнього посилюються в Державній раді та Парижі, внаслідок чого бургіньйони і кабош'єни втрачають владу в Парижі, Суассоні і Компьєні. 1414 року відновлює війну проти Жана I де Фуа. Їх вдалося замирити лише за втручання Папського престолу.
1415 року долучився до Нарбонської угоди за участю Священної Римської імперії, Кастилії, Наварри і Арагону, яким визнавався папою римським Бенедикт XIII. Того ж року після поразки французького війська у битві біля Азенкуру, Бернара VII було запрошено до Парижу. З огляду на критичну ситуацію в королівстві його призначають коннетаблем, невдовзі отримує посаду головного капітана фортець королівства та головного контролера фінансів. Завдяки жорстким заходам йому вдається виправити становище. За допомогою обтяжливих податків, фальшивої монети, на яку пішов церковний посуд, Бернар VII зібрав та нову армію, яку відправив на важливий порт Гарфлер. Іншою причининою надзвичайних податків стала необхідінсть викупу з англійського полону герцогів Карла Орлеанського і Жана Бурбонського. Для цього вже березні 1416 року склали список тих парижан, які зобов'язалися надати королю позику у сумі 60 тис. ліврів.  Він утримав вірними королю найважливіші міста країни. Також вигнав в Тур королеву Ізабеллу Баварську. 
Втім велике вилучення фінансів (la grande exaction desfinances), а також приховані симпатії парижан до герцога Бургундського разом призвели до організації змови Ніколя д'Оржемона. Але її було викрито, а призвідника піддали церковному суду. Того засудили до довічного ув'язнення на хлібі та воді, відправили до в'язниці до Меен-сюр-Луар, де Ніколя і помер. Решта винних зазнали тілесних покарань, конфіскації майна та вигнання з Парижу.
Зрештою 1418 року внаслідок зради Перріне Леклерка загони бургійньйонів увірвалися до Парижа. В результаті було вбито 5600 прихильників арманьяків. Бернара VII схопили й після 3 днів тортур убили.

## Родина
Дружина — Бона, донька Жана, герцога Беррі.
Діти:
- Жан (1396—1450), граф д'Арманьяк, Фезансак, Родез
- Бернар (1400—1462), граф Пардіак, герцог де Немур і граф де Ла Марш
- Марія (1397—1404/1405).
- Бона (1399—1415), дружина Карла I, герцога Орлеанського
- Анна (1402—1473), дружина Карла I, сеньйора д'Альбре
- Жанна (1403)
- Беатріса (1406 — бл. 1418)